# Magrie
Magrie là một xã của Pháp, nằm ở tỉnh Aude trong vùng Occitanie.
Người dân địa phương trong tiếng Pháp gọi là Magriains.

## Hành chính
| Danh sách các xã trưởng                |           |                 |      |         |
| Giai đoạn                              | Giai đoạn | Tên             | Đảng | Tư cách |
| 1949                                   | 1969      | Gabriel Aymeric | PCF  |         |
| tháng 3 năm 2001                       | -         | Didier Combis   | PS   |         |
| Tất cả các dữ liệu trước đây không rõ. |           |                 |      |         |

## Thông tin nhân khẩu
| Năm | 1962 | 1968 | 1975 | 1982 | 1990 | 1999 | 2008 |
| --- | ---- | ---- | ---- | ---- | ---- | ---- | ---- |
| Dân số | 314  | 315  | 296  | 353  | 369  | 421  | 505  |
| From the year 1968 on: No double counting—residents of multiple communes (e.g. students and military personnel) are counted only once. |      |      |      |      |      |      |      |